# 瓶史
《瓶史》一卷，明代文学家袁宏道著。
《瓶史》全書僅三千四百餘字，有花目、品第、器具、择水、宜称、屏俗、花崇、洗沐、使令、好事、清赏、监戒等十二节，加上小引實有十三篇。《瓶史》一書完成於萬曆二十七年（1599年），當時袁宏道正在北京任官。在京城期間，由於经常租房子住，一直搬家，没有办法自己种花，故熱衷於插花， 寫成《瓶史》一書。
《瓶史》曾在日本造成轟動，被尊崇為“宏道流”派。日本高僧元政上人致陈元赟书曰：“数日前探市得《袁中郎集》，乐府妙绝，不可复言，《广庄》诸篇识地高，《瓶史》风流，可见其人。”
《瓶史》的版本很多，有一卷本和二卷本兩種。《瓶史》二卷本卷上載“瓶花之宜”、“瓶花之忌”、“瓶花之法”，與高濂《遵生八牋》的《瓶花三说》內容高度雷同。

## 版本
- 明末虞山毛氏汲古閣本，上下卷
- 百部叢書集成之借月山房彙鈔本，上下卷
- 明萬曆壬寅至庚戌勾吳袁氏書種堂刊本，只有下卷
- 明萬曆間繡水沈氏尚百齋刊本，只有下卷
- 明崇禎二年武林佩蘭居刊本，只有下卷